# Salatínka
Salatínka (1321 m) – szczyt w zachodniej części Niżnych Tatr na Słowacji. Znajduje się w tzw. Grupie Salatynów (Salatiny). Wznosi się w grzbiecie odgałęziającym się od wschodnich zboczy Salatína. Grzbiet ten zakręca w kierunku północnym, tworząc lewe zbocza Doliny Lupczańskiej (Ľupčianska dolina). W jego dolnej części wznosi się szczyt Šlosiar. Pomiędzy zbocza Salatína oraz Salatínki wcina się dolina Salatyńskiego Potoku (Salatínsky potok).
Salatínka jest całkowicie porośnięta lasem. Znajduje się w obrębie Parku Narodowego Niżne Tatry i nie prowadzi przez nią żaden szlak turystyczny. W jej dolnej części odgałęzia się od niej na północny wschód niewielki grzbiet Hunkovie (1009 m).